# Bodvar Liljegren
Sten Bodvar Liljegren, född 8 maj 1885 i Orrefors, Hälleberga församling, Kalmar län, död 30 december 1984 i Gustav Vasa församling, Stockholm
, var en svensk anglist. 
Liljegren var professor i engelsk filologi vid universitetet i Greifswald mellan 1926 och 1930. Efter ett kortare mellanspel som professor vid Columbiauniversitetet i New York utsågs han 1931 till professor i Leipzig. 
Efter en uppmärksammad konkurrens med Helge Kökeritz utsågs han 1939 till professor i engelska vid Uppsala universitet.
Han blev emeritus 1951. 
Liljegren var ledamot av Humanistiska vetenskapssamfundet i Lund, Humanistiska vetenskapssamfundet i Uppsala och Vetenskapssocieteten i Lund.
Liljegren publicerade bland annat Studies in Milton (1918) och en kommenterad utgåva av James Harringtons Oceana (1924). Han grundade 1924 tidskriften Litteris.